# باشگاه فوتبال یوجین آکادمی
باشگاه فوتبال یوجین آکادمی یک باشگاه فوتبال حرفه‌ای بوتانی مستقر در پوناخا است که در لیگ برتر بوتان رقابت می‌کند. آنها در سال ۲۰۱۳ عنوان قهرمانی لیگ ملی بوتان را کسب کردند و نماینده بوتان در جام پرزیدنت آسیا ۲۰۱۴ بودند.